# Klamaths
 (avril 2016).

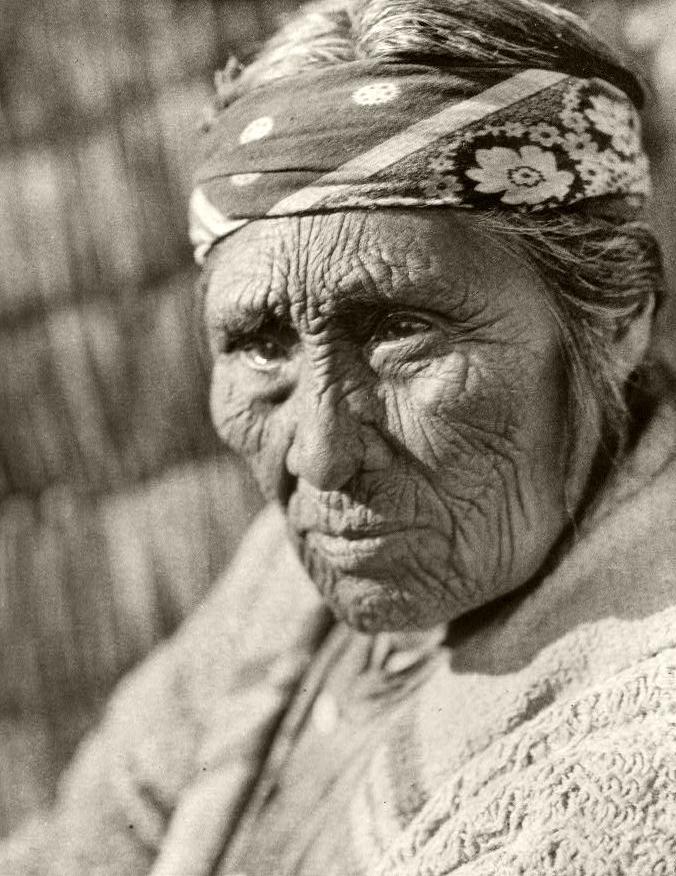
Femme klamath par Edward Sheriff Curtis, 1924

Les Klamaths sont un peuple amérindien qui vivait dans le sud de l’Oregon. Ils sont apparentés aux autres peuples du plateau du Columbia, et particulièrement aux Modocs.

## Histoire

### Pré-colonisation
Avant l’arrivée des explorateurs européens, les Klamaths vivaient dans une aire autour du lac et du fleuve Klamath, et des rivières Williamson et Sprague. Ils se nourrissaient principalement de poisson, de racines et de graines.
Ils étaient connus pour effectuer des raids sur les tribus voisines (comme les Achomawi sur la rivière Pit), et occasionnellement faire de prisonniers des esclaves. Ils commerçaient avec les Chinooks, implantés à l’endroit de l’actuelle ville de The Dalles. Kit Carson admirait leurs flèches ; les Klamaths pouvaient transpercer un cheval avec.
Le premier explorateur à rencontrer les Klamaths fut Peter Skene Ogden de la Compagnie de la Baie d'Hudson, en 1826. Il commença à commercer avec eux en 1829.[réf. nécessaire] John Charles Frémont les croise quant à lui en 1843 et 1846.

### Traité avec les États-Unis
Les États-Unis, les Klamaths, les Modocs, ainsi que les Yahooskins (proches des Snakes) signèrent un traité en 1864 établissant la réserve Klamath, au nord-est du lac Klamath ; il donnait aux États-Unis le bassin de Klamath (en), défini au nord par le 44e parallèle. En échange, ceux-ci s’engageaient à payer comptant 35 000 $, puis 80 000 $ en 15 ans par règlements annuels, ainsi qu’à offrir des infrastructures et du travail pour la réserve. Le traité précisait également que les paiements pourraient être suspendus si les Amérindiens buvaient ou conservaient des boissons alcoolisées dans la réserve, et que les États-Unis pourraient placer d’autres tribus dans la réserve. Les tribus choisirent Lindsay Applegate comme représentant des États-Unis chez eux. On estime que la population concernée était d’environ 2 000 personnes pour les trois tribus.

### Réserve Klamath
Les Klamats se sont regroupés avec les Modocs et les Yahooskins en une confédération, dont le gouvernement est basé à Chiloquin.
Certains Klamaths ont migré à la réserve indienne de Quartz Valley, dans le comté de Siskiyou en Californie.

## Culture

### Langue
Les Klamaths parlent un dialecte du klamath, langue partagée avec les Modocs. Longtemps considéré comme un langage isolé, le klamath est à présent considéré comme de la famille des langues du Plateau Penutian (en).
Les Klamaths et les Modocs s’appellent l’un et l’autre des maqlaqs, soit « gens ». Lorsqu’ils veulent se distinguer les uns des autres, les Klamaths sont appelés ?ewksiknii (« gens du lac [de Klamath] »), et les Modocs moowatdal'knii (« gens du sud »).